# Lamprima imberbis
Lamprima imberbis là một loài bọ cánh cứng trong họ Lucanidae. Loài này được Carter mô tả khoa học năm 1926.